# St. Aegidien (Oschatz)

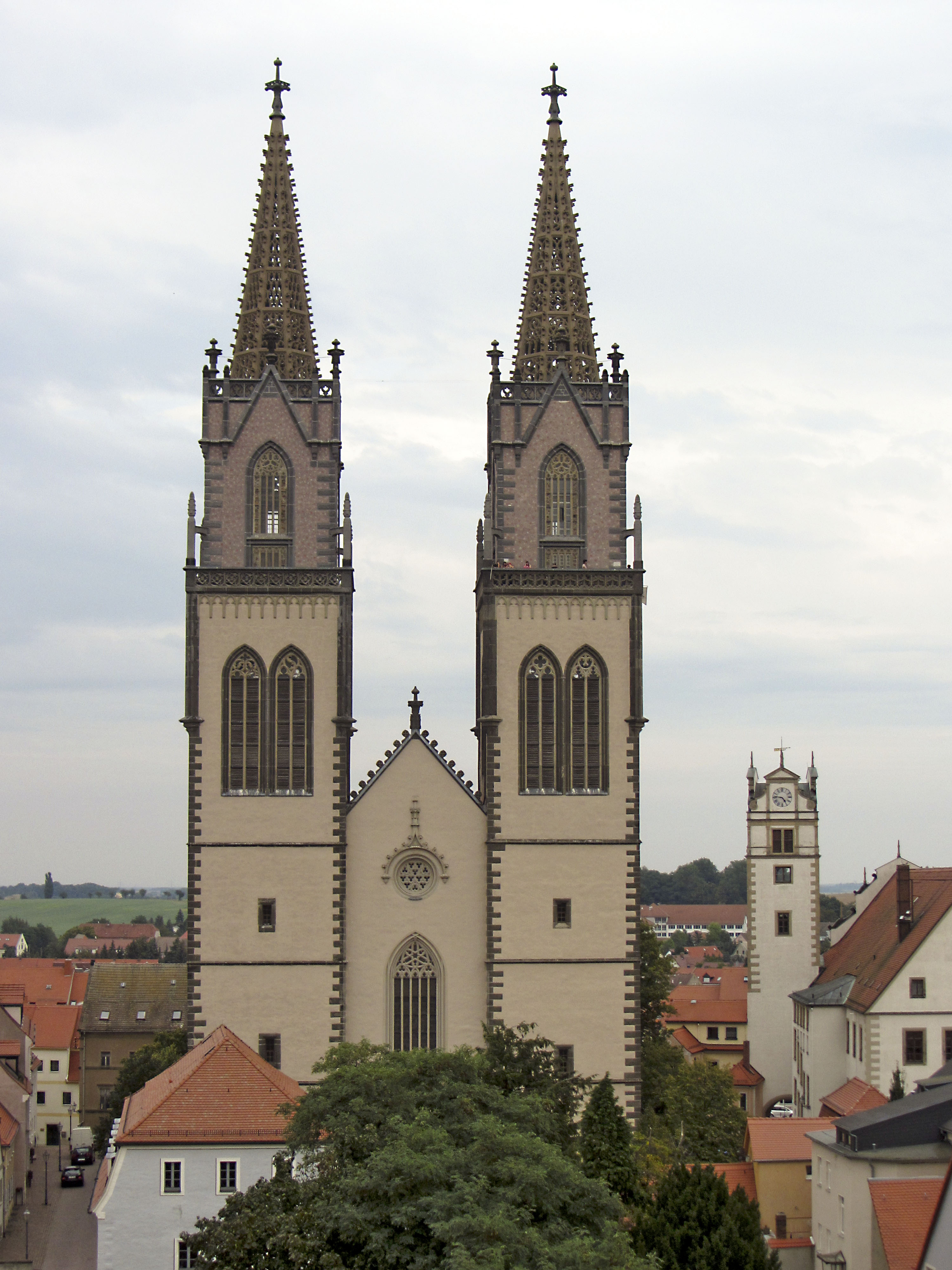
St. Aegidien

St. Aegidien ist eine neugotische Stadtkirche in Oschatz in Sachsen, die als tiefgreifender Umbau einer mittelalterlichen Kirche in den Jahren von 1846 bis 1849 durch Carl Alexander Heideloff entstand.
Sie gehört der Kirchgemeinde Oschatzer Land im Kirchenbezirk Leisnig-Oschatz der Evangelisch-Lutherischen Landeskirche Sachsens und wird außer für die Gemeinde auch als Stätte der Begegnung bei übergemeindlichen Veranstaltungen und Konzerten genutzt. Sie ist das weitaus größte Kirchengebäude in der Kirchgemeinde und prägt mit ihren beiden Türmen das Stadtbild von Oschatz.

## Geschichte

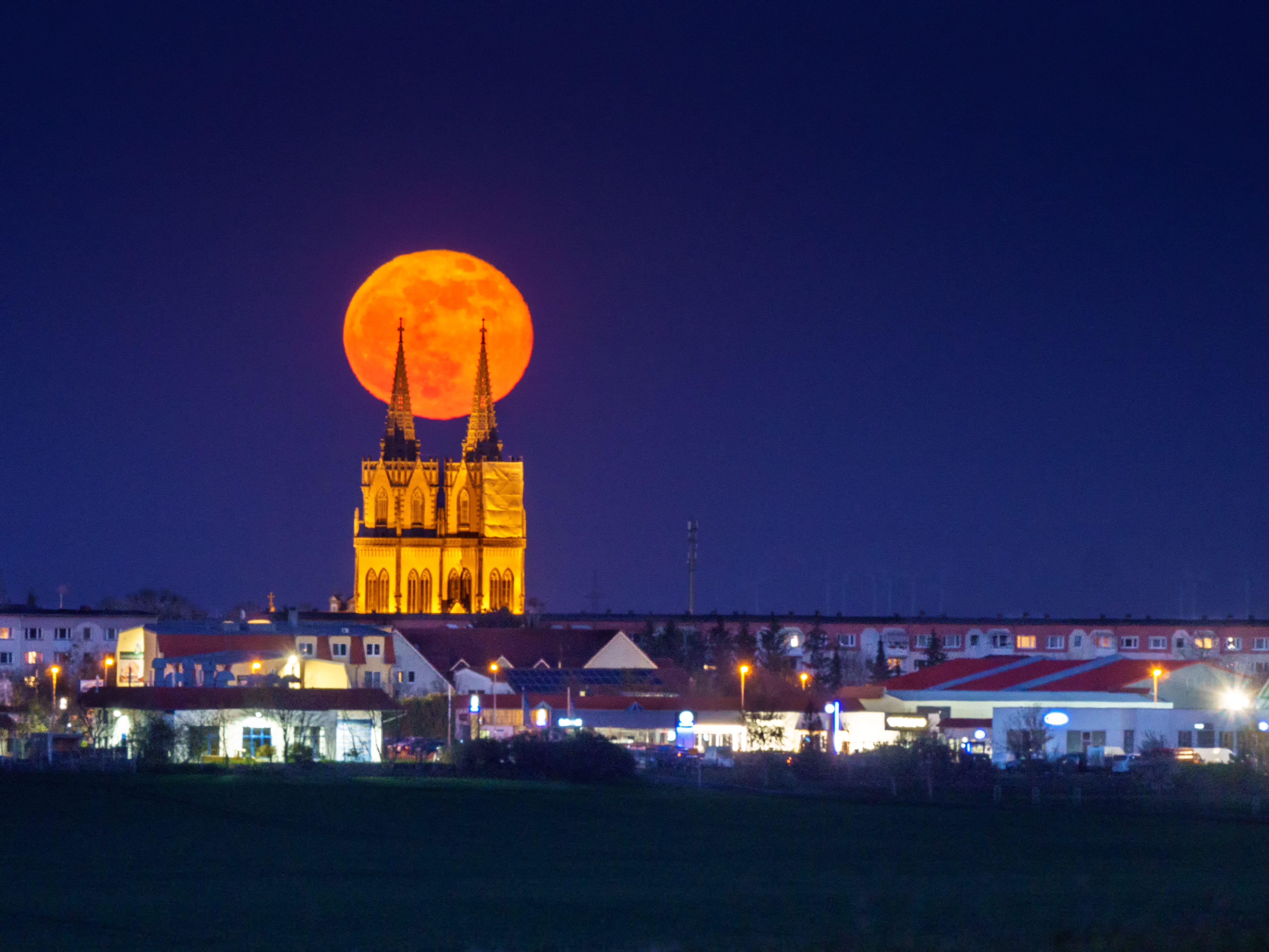
St. Aegidien bei Nacht, Supermond am 27. April 2021

Der Ursprung der Kirche, die dem heiligen Aegidius geweiht wurde, liegt wahrscheinlich im 11. Jahrhundert (Kapelle/Holzkirche).
Die ältesten Bauteile, Umfassungsmauern, Pfeiler und einige andere architektonische Elemente der heutigen Kirche, stammen von einem frühen steinernen Kirchenbau des 14. Jahrhunderts. Diese ältere Kirche wurde 1429 beim Hussiteneinfall völlig zerstört.
Der Neubau erfolgte ab 1443 im gotischen Stil, mit zwei Türmen. 1464 entstand unter dem Altarchor die gotische Krypta. Sie hat die Form eines Achtecks und wölbt sich sternförmig über einer gedrungenen Mittelsäule. Sie war von außen zugänglich, wurde aber nie zu gottesdienstlichen Feiern benutzt.
Nach dem Stadtbrand von 1842 entstand der heutige stattliche Bau in den Jahren 1846 bis 1849 als weitgehender Neubau im neogotischen Stil mit seinen zwei 75,73 Meter hohen Türmen unter Leitung des Nürnberger Baumeisters Prof. Carl Alexander Heideloff. Kunstvolle meißener Glasmalereien (Altarbild) zieren das Innere der Kirche. Altar und Kanzel wurden ebenfalls von Heideloff entworfen.
Die Türmerwohnung war bis 1970 bewohnt und kann besichtigt werden.1912 fanden größere Ausbesserungsarbeiten an der Kirche statt. 1987 befand sich die Kirche baulich in einem sehr schlechten Zustand. Aus Sicherheitsgründen wurden lose Sandsteine von den Türmen abgetragen. Mangels geeigneter Gerüste für die Abbrucharbeiten übernahmen die Bergsteiger der BSG Medizin Wermsdorf diese Arbeiten. Bernd Voigtländer aus Oschatz und Alfons Rosenberger aus Wermsdorf führten die Seilschaft an den Türmen.
1990 wurden von beiden Turmspitzen 5 Meter abgetragen und erneuert. 1991 wurde der Verein Rettet St. Aegidien e.V. Oschatz gegründet. Der Verein übernimmt die Beschaffung der finanziellen Mittel für grundlegende Sanierung der Kirche. 1998 wurde die Türmerwohnung wiedereröffnet und wird als Museum vom Verein Rettet St. Aegidien e.V. Oschatz betrieben.
Am 8. Mai 2005 wurde nach umfangreichen Baumaßnahmen die Aegidien-Kirche wiedereröffnet. Zu diesem Zeitpunkt war unter anderem das Dach gedeckt und der Innenraum der Kirche instand gesetzt. Die Baumaßnahmen am Gesamtbauwerk liefen weiter. 2008 wurden Außenfassade der Apsis und die Krypta unter der Apsis fertiggestellt. 2008 bis Sommer 2009 mussten die beiden Turmspitzen erneut saniert werden. Dabei wurde der Sandstein mit speziellen Konservierungsmitteln bis zu 8 Zentimeter tief imprägniert.
Gleichzeitig wurden als Abschluss der Bauarbeiten, die acht Fialen (je Turm 4 Fialen) neu gegossen.
Hierbei musste nicht nur auf die originäre Formgebung von Heideloff geachtet werden, sondern
ebenfalls auf den originären Farbton. Hinzu kamen erhöhte Anforderungen an die Standsicherheit in
über 40 Meter Höhe. Auch diese Arbeiten konnten als die letzten nach 22 Jahren Bauzeit zum 3. Oktober 2009 abgeschlossen werden.

## Architektur und Ausstattung

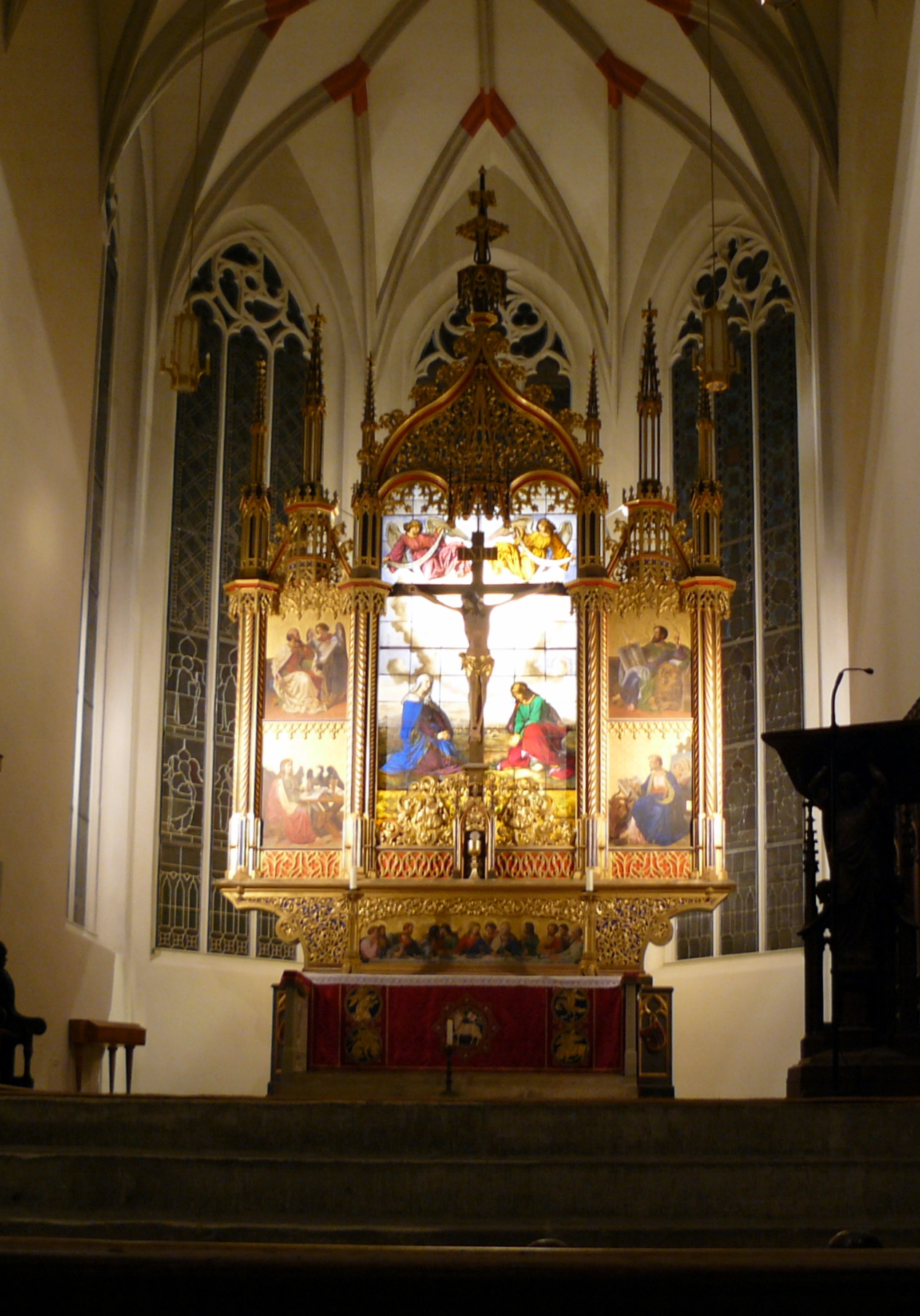
Altar in St. Aegidien

Der gesamte Altarraum ist der älteste erhaltene Teil der Kirche, das beweist die Zahl 1464 an einem Strebepfeiler der Kirche. Das Langhaus ist eine dreischiffige, fünfjochige Hallenkirche und besitzt profilierte Pfeiler. Die Gewölbe des Langhauses wurden von Heideloff ergänzt, während im langgestreckten Hauptchor und in den beiden Nebenchören die Stern- und Kreuzrippengewölbe erhalten blieben.
Der Altar zeigt in der Predella das Abendmahl Jesu, darüber erhebt sich als außergewöhnliche Lösung statt eines Mittelschreines ein großes Bleiglasfenster. Es stellt das Geschehen des Karfreitags dar. Die Morgensonne verleiht der kunstvollen biblischen Darstellung besondere Symbolkraft. Das Kreuz stammt aus der Friedhofskirche. Die Kanzel mit reichgeschnitzter Maßwerkornamentik geht ebenfalls auf einen Entwurf von Heideloff zurück. Das Gemälde über dem Triumphbogen von Carl Heinrich Hermann aus Berlin stellt Christus lehrend dar.
Der Taufstein von St. Aegidien hat die Form eines Kelches, dessen acht Seiten mit gekreuzten Kielbogenornamenten geschmückt sind. Beachtenswert ist gleichfalls die Orgelempore mit reichen Maßwerkbrüstungen.

## Orgel
Die Orgel ist ein Werk des sächsischen Orgelbaumeisters Carl Gottlieb Jehmlich aus Zwickau. Sie wurde im Jahr 1851 eingeweiht. Erweitert wurde sie im Jahr 1933 durch die Firma Jehmlich Orgelbau Dresden. Sie besitzt seitdem drei Manuale und Pedal mit 57 Registern und 3.772 Pfeifen auf Schleifladen und Kegelladen mit elektrischer Traktur.
| I Hauptwerk C–a3 |              |        |
| 1.               | Principal    | 16′    |
| 2.               | Principal    | 08′    |
| 3.               | Gambe        | 08′    |
| 4.               | Rohrflöte    | 08′    |
| 5.               | Gemshorn     | 08'    |
| 6.               | Oktave       | 04′    |
| 7.               | Spitzflöte   | 04′    |
| 8.               | Quinte       | 02 ⁄3′ |
| 9.               | Oktave       | 02′    |
| 10.              | Cornett IV-V |        |
| 11.              | Mixtur V     |        |
| 12.              | Trompete     | 08′    |
| 13.              | Fagott       | 16′    |

| II Oberwerk C–a3 |               |         |
| 14.              | Quintatön     | 16′     |
| 15.              | Principal     | 08′     |
| 16.              | Nachthorn     | 08′     |
| 17.              | Praestant     | 04′     |
| 18.              | Blockflöte    | 04′     |
| 19.              | Spitzquinte   | 02 ⁄3′  |
| 20.              | Piccolo       | 02′     |
| 21.              | Terz          | 01 3⁄5′ |
| 22.              | Superoktave   | 01′     |
| 23.              | Cymbel III–IV |         |
| 24.              | Krummhorn     | 08′     |
|                  | Tremolo       |         |

| III Schwellwerk C–a3 |               |         |
| 25.                  | Bordun        | 16′     |
| 26.                  | Principal     | 08′     |
| 27.                  | Salicional    | 08′     |
| 28.                  | Quintatön     | 08′     |
| 29.                  | Gedackt       | 08′     |
| 30.                  | Aeoline       | 08′     |
| 31.                  | Vox coelestis | 08′     |
| 32.                  | Oktave        | 04′     |
| 33.                  | Rohrflöte     | 04′     |
| 34.                  | Nasat         | 02 ⁄3′  |
| 35.                  | Waldflöte     | 02′     |
| 36.                  | Quinte        | 01 ⁄3′  |
| 37.                  | Terzflöte     | 01 3⁄5′ |
| 38.                  | Septime       | 01 ⁄7′  |
| 39.                  | None          | 08⁄9′   |
| 40.                  | Mixtur IV     |         |

| Pedalwerk C–f1 |              |     |
| 41.            | Principal    | 32′ |
| 42.            | Principal    | 16′ |
| 43.            | Violon       | 16′ |
| 44.            | Subbaß       | 16′ |
| 45.            | Echobaß      | 16′ |
| 46.            | Oktave       | 08′ |
| 47.            | Cello        | 08′ |
| 48.            | Baßflöte     | 08′ |
| 49.            | Oktave       | 04′ |
| 50.            | Flauto dolce | 04′ |
| 51.            | Flautino     | 02' |
| 52.            | Mixtur IV    |     |
| 53.            | Posaune      | 32′ |
| 54.            | Posaune      | 16′ |
| 55.            | Trompete     | 08′ |
| 56.            | Clairon      | 04′ |

- Koppeln: II/I, III/I, III/II, I/P, II/P, III/P
- Spielhilfen: Generalkoppel für Hand- und Fußbetätigung, 3 freie Kombinationen, Schwelltritt, Crescendowalze mit Absteller, Druckregister ab, Zungenregister ab, Tutti-Pedal, Piano-Pedal, Manual 16′ ab.

Eine nicht mehr existierende Orgel wurde 1627 von Heinrich Compenius dem Jüngeren erbaut.
Zwischen 1802 und 1811 war der Komponist Carl Gottlieb Hering der Organist an der Kirche.

## Geläut

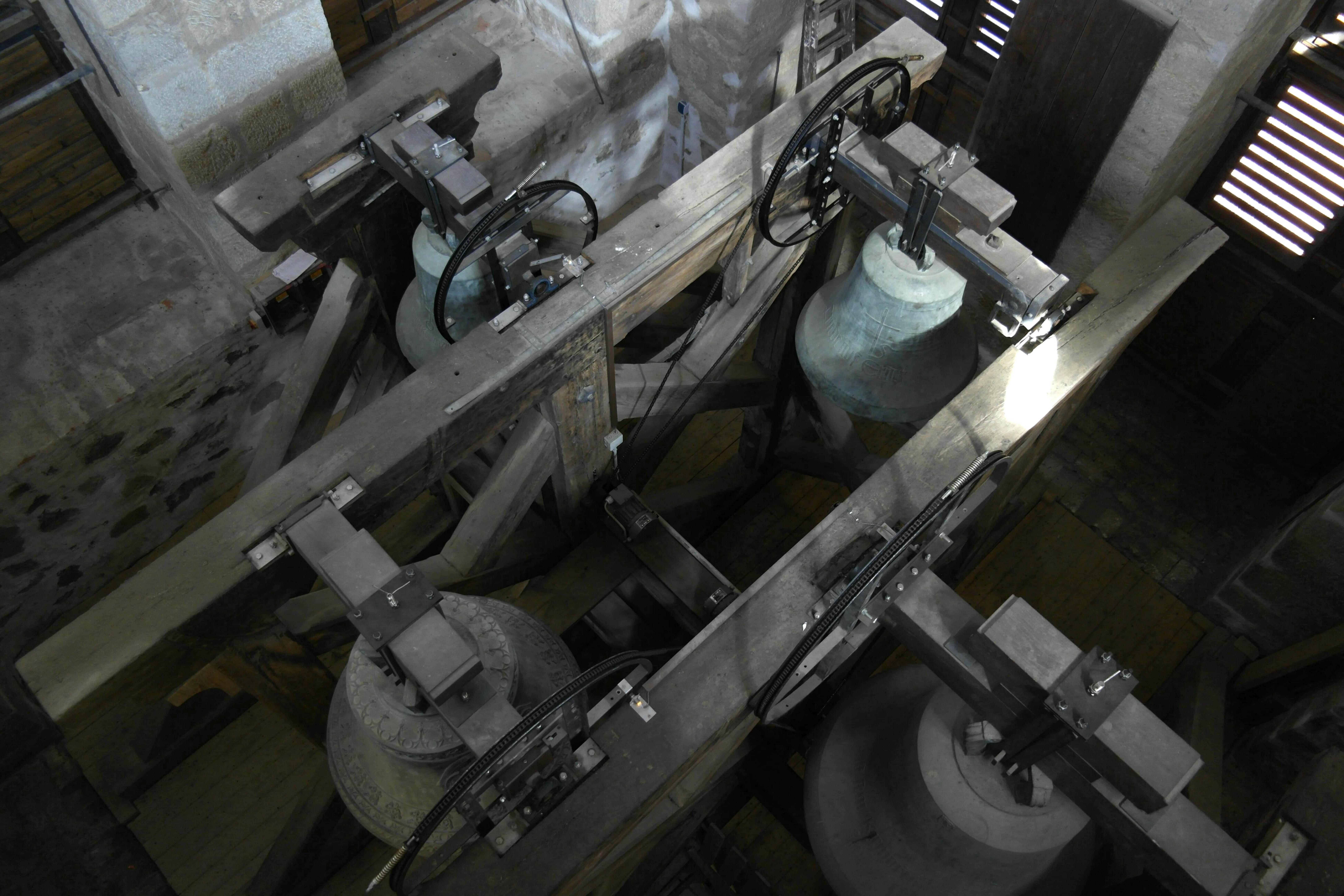
Blick auf den Glockenstuhl und vier Bronzeglocken

Das Geläut besteht aus vier Bronzeglocken und einer abgestellten Glocke, der Glockenstuhl ist aus Eichenholz wie auch die Glockenjoche.
Im Folgenden eine Datenübersicht des Geläutes:
| Nr. | Gussdatum                | Gießer                            | Material | Durchmesser | Masse  | Schlagton |
| --- | ------------------------ | --------------------------------- | -------- | ----------- | ------ | --------- |
| 1   | 1952                     | Glockengießerei Schilling, Apolda | Bronze   | 1222 mm     | 980 kg | d′        |
| 2   | 1848                     | Glockengießerei F. Gruhl          | Bronze   | 1071 mm     | 643 kg | f′        |
| 3   | 1952                     | Glockengießerei Schilling, Apolda | Bronze   | 894 mm      | 450 kg | g′        |
| 4   | 1952                     | Glockengießerei Schilling, Apolda | Bronze   | 789 mm      | 275 kg | b′        |
| 5   | 1849, derzeit abgestellt | Glockengießerei F. Gruhl          | Bronze   | 453 mm      | 50 kg  | g″        |

## Pfarrer und Gemeinde
Seit 1539 war der erste Pfarrer an der Kirche zugleich Superintendent der Ephorie Oschatz (später Superintendentur oder Kirchenbezirk Oschatz), deren Gebiet dem Amt Oschatz entsprach. 
Siehe Liste der Superintendenten in Oschatz
Zum 1. Januar 2001 fusionierte der Kirchenbezirk Oschatz mit dem Kirchenbezirk Leisnig zum Kirchenbezirk Leisnig-Oschatz, der seinen Sitz in Leisnig hat. Die Kirchgemeinden des ehemaligen Kirchenbezirks Oschatz schlossen sich 2020 zur großen Kirchgemeinde Oschatzer Land zusammen. Seitdem amtiert Christof Jochem als Pfarrer für den Bezirk der Kernstadt.